# Давид д’Анже
Пьер-Жан Давид, известный как Давид д’Анже, или Давид Анжерский, Давид де Анжер (фр. Pierre-Jean David, David d’Angers; 12 марта 1788, Анже — 5 января 1856, Париж) — французский скульптор и художник-медальер академического направления.

## Биография
Пьер-Жан Давид родился в Анже (историческая область Анжу на западе Франции). Он был сыном скромного скульптора и резчика по дереву Пьера Луи Давида (1756—1826) и Марии Франсуазы Лемассон (1753—1809). Давид начал своё художественное обучение в 1806 году под руководством Маршана и Жан-Жака Делюсса, профессоров Центральной школы Анже с 1806 по 1807 год.
Отец был против решения сына поехать в Париж и отказался выдать денег на дорогу. После неудавшейся попытки сына покончить собой отец позволил ему уехать в Париж с сорока пятью франками, собранными его матерью и сёстрами, и пятьдесятю франками, одолженными ему его учителем Делюссом.

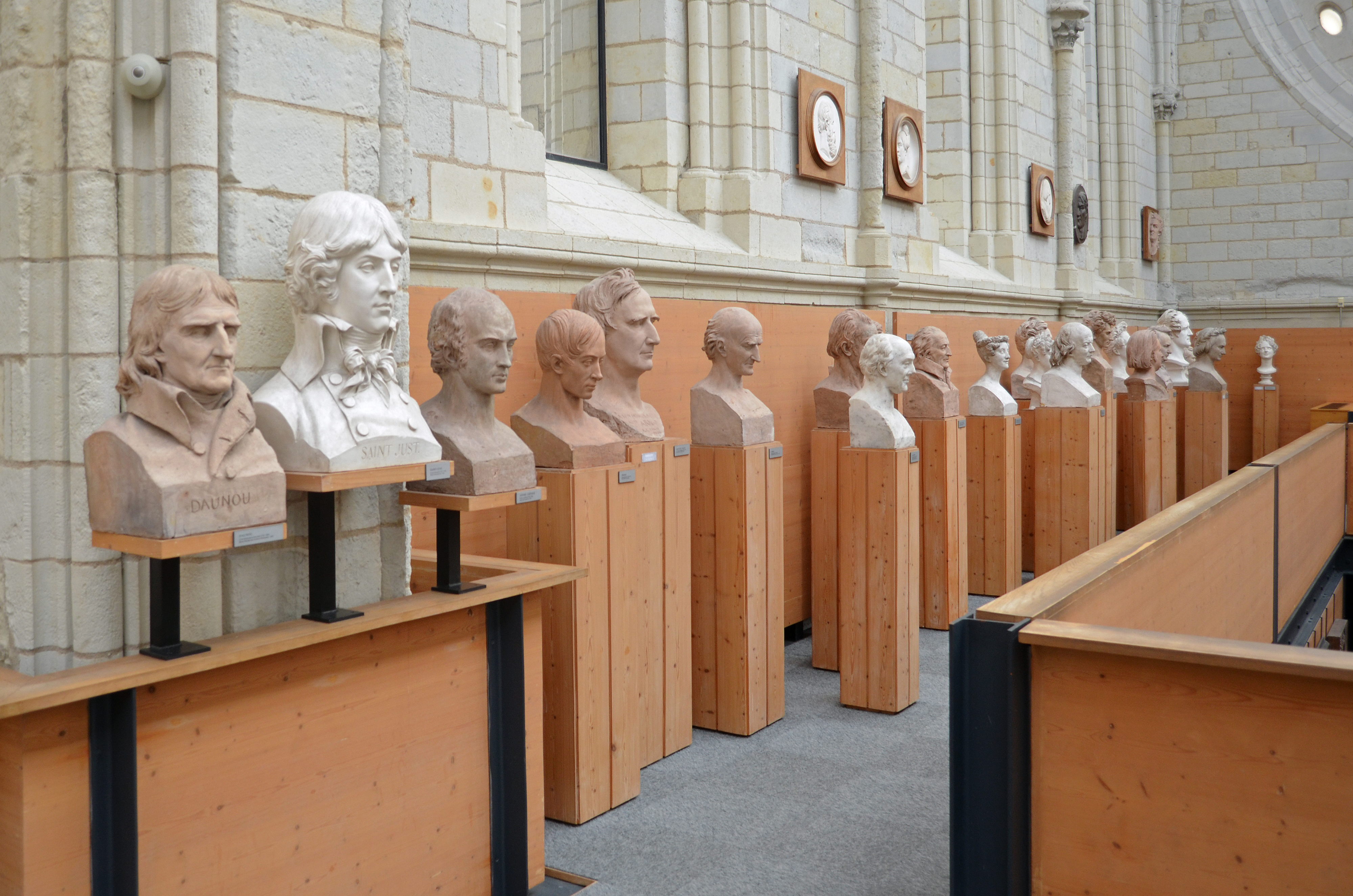
Галерея бюстов (левая часть) Музея Давида д’Анже в городе Анже

В Париже в 1808 году Давид помогал в создании лепных орнаментов Триумфальной арки на площади Каррузель под руководством Бенье, затем работал над фризом для Лувра. В 1809 году он получил медаль Королевской академии живописи и скульптуры и был замечен своим тёзкой, знаменитым Жаком Луи Давидом, который взял его под опеку и пригласил работать в своей мастерской. Давид д’Анже также следовал методу скульпторов Огюстена Пажу и Лорана Ролана.
В 1810 году он получил вторую премию за скульптуру, а в 1811 году — большую Римскую премию за барельеф «Смерть Эпаминонда», отправился в Рим и завершал там своё художественное образование во Французской академии в Риме. В Италии Давид д’Анже изучал античное искусство, произведения Микеланджело и Рафаэля, работал под влиянием модных в то время салонных скульпторов Антонио Кановы и Бертеля Торвальдсена.
После пребывания в Риме Давид пересёк Францию и отправился в Лондон, где познакомился с творчеством ДжонаФлаксмана. Вернулся в Париж в 1818 году.
В 1825 году после ряда королевских заказов его репутация утвердилась и он был удостоен звания кавалера ордена Почётного легиона. В 1826 году он был избран членом Института Франции и назначен профессором Школы изящных искусств. В 1828 году предпринял путешествие по Европе, продолжавшееся до 1834 года; посетил многие города Германии и прославился за пределами Франции созданием портретных бюстов знаменитых людей того времени.
Он создал ряд памятников, надгробий, статуй, бюстов и барельефов, в том числе в 1837 году скульптуры для фронтона Пантеона в Париже. В 1830-х годах он создал большую серию медальонных портретов современных деятелей культуры Франции.
В 1848 году он был избран представителем народа департамента Мэн и Луара. Он вошёл в Учредительное собрание, затем стал членом Законодательного собрания революционной Франции.
В 1852 году — вследствие своих республиканских убеждений и участия в революции 1848 года — художник вынужден был эмигрировать. Он отправился в Брюссель, ездил в Грецию, но через несколько лет получил возможность возвратиться в Париж. Его здоровье ухудшалось, и он скоропостижно скончался в возрасте шестидесяти семи лет. Похоронен на Пер-Лашезе (39-й отдел).
В числе его известных учеников был Ипполит Лазерж.
В 1868 году его сын Робер Давид д’Анжер (1833—1912) женился на Эдме (1846—1910), дочери его давнего друга, художника Поля Юэ. Оноре де Бальзак посвятил скульптору написанную в 1832 году повесть «Турский священник».
В 1959 году французское почтовое отделение выпустило марку номиналом 20 °F + 10 °F, разработанную и выгравированную Альбертом Декарисом, с его портретом, статуей и замком короля Рене в Анжере.

## Галерея

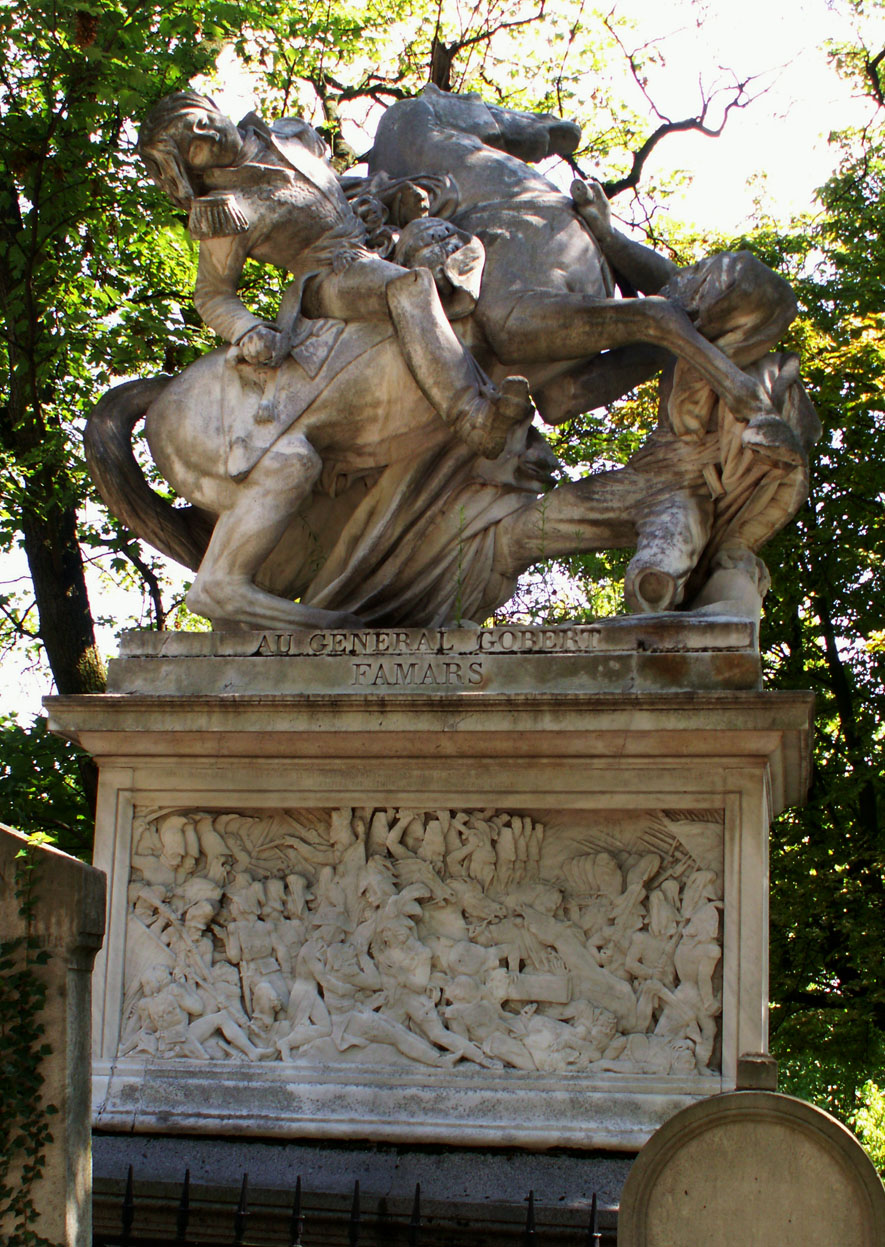
Монумент генералу Жаку Никола Гоберу. После 1808. Пер-Лашез, Париж
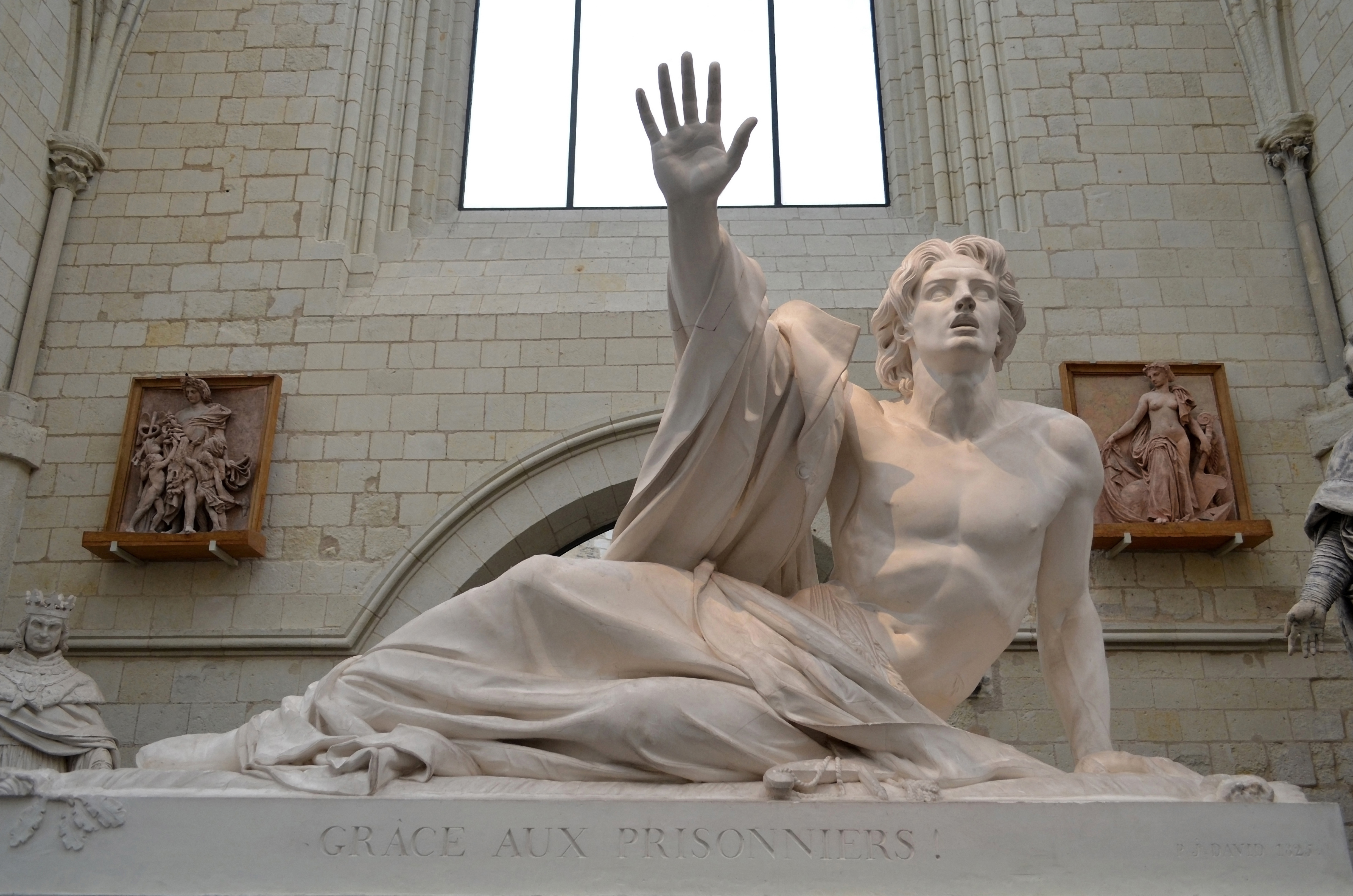
Памятник Шарлю-Артюсу де Боншану.  Мрамор. Музей Давида д'Анже, Анже
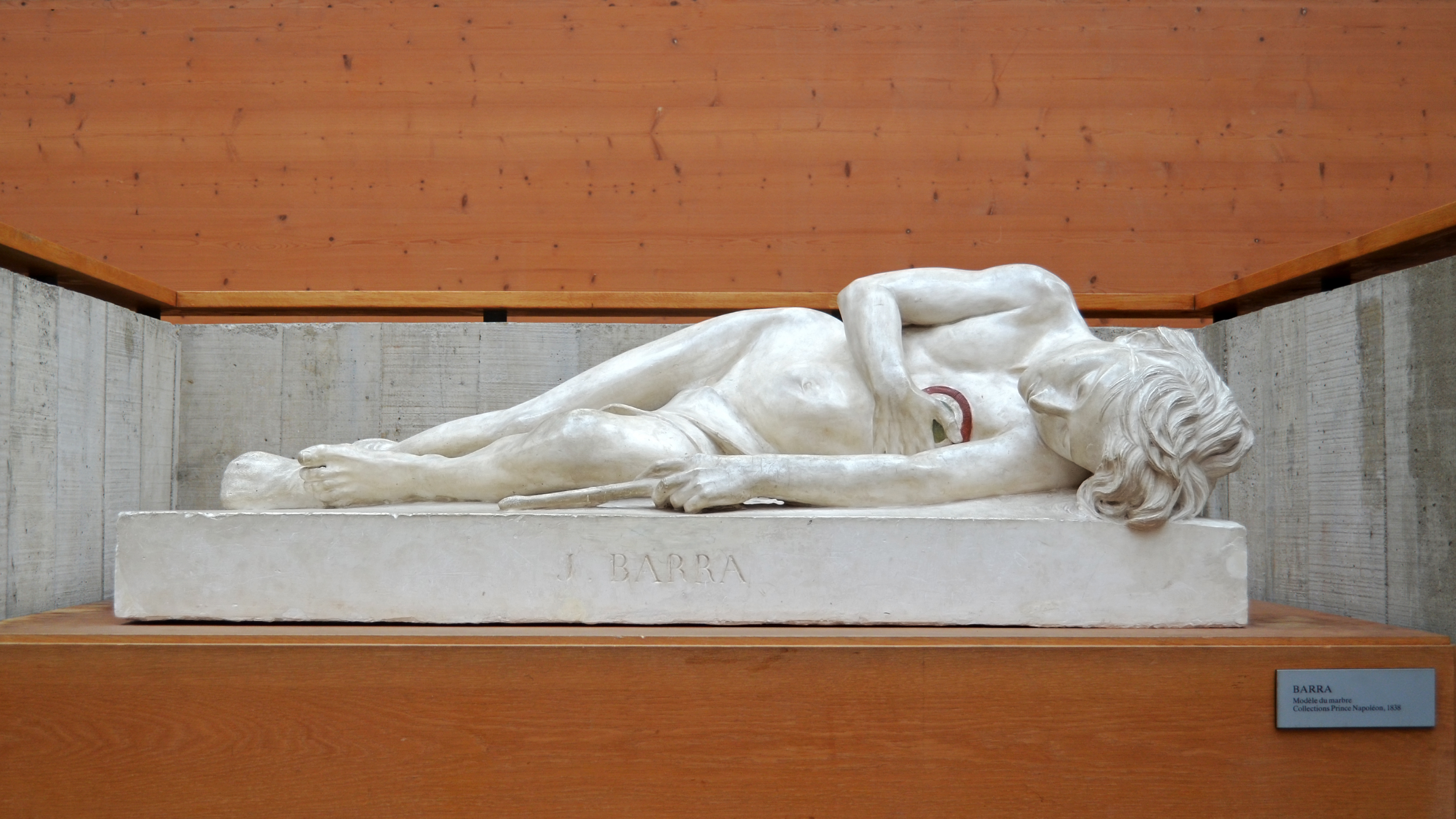
Модель памятника Жозефу Барра. 1838. Мрамор. Музей Давида д'Анже, Анже
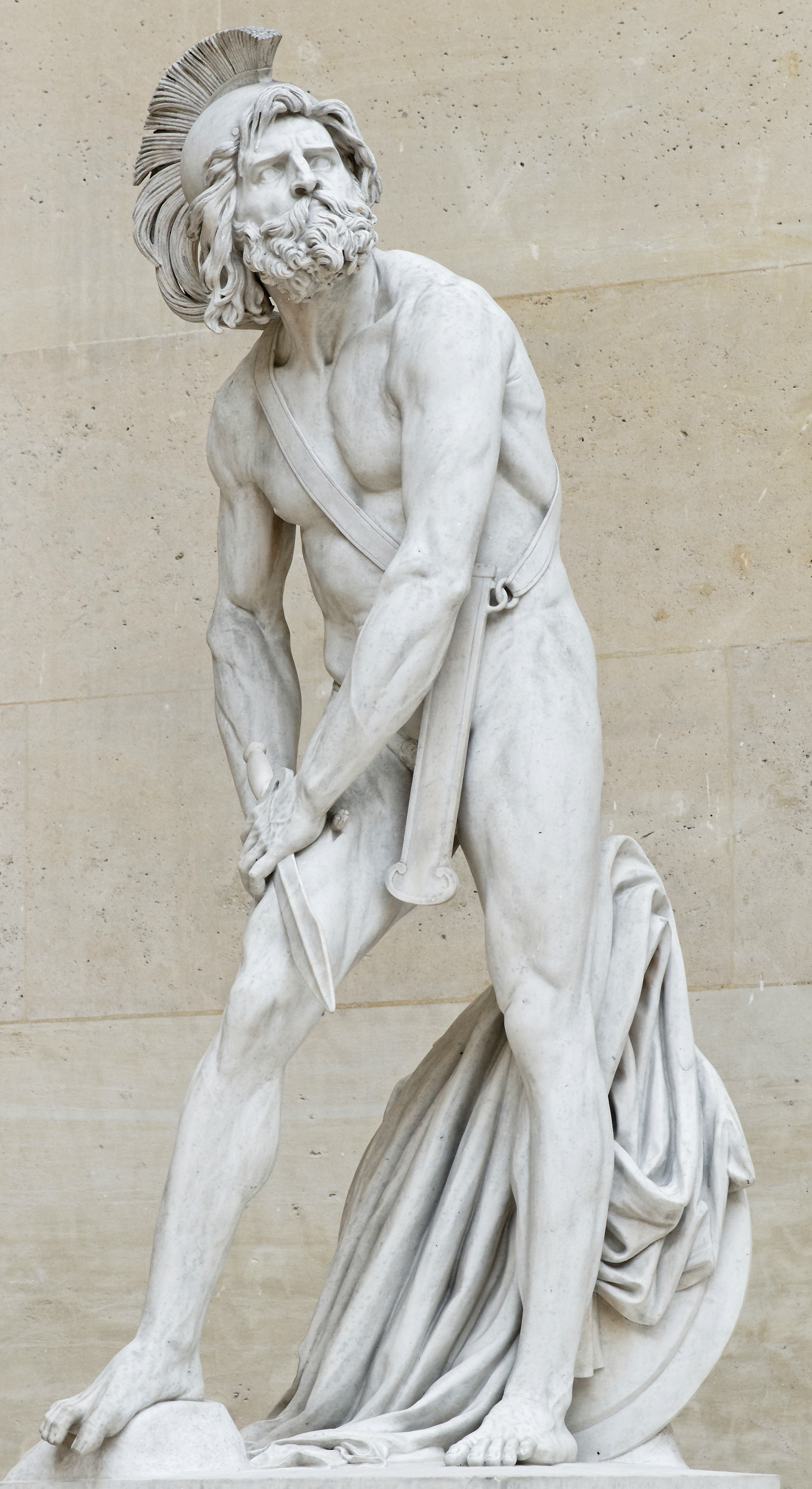
Раненый Филопемен. 1837. Мрамор. Лувр, Париж
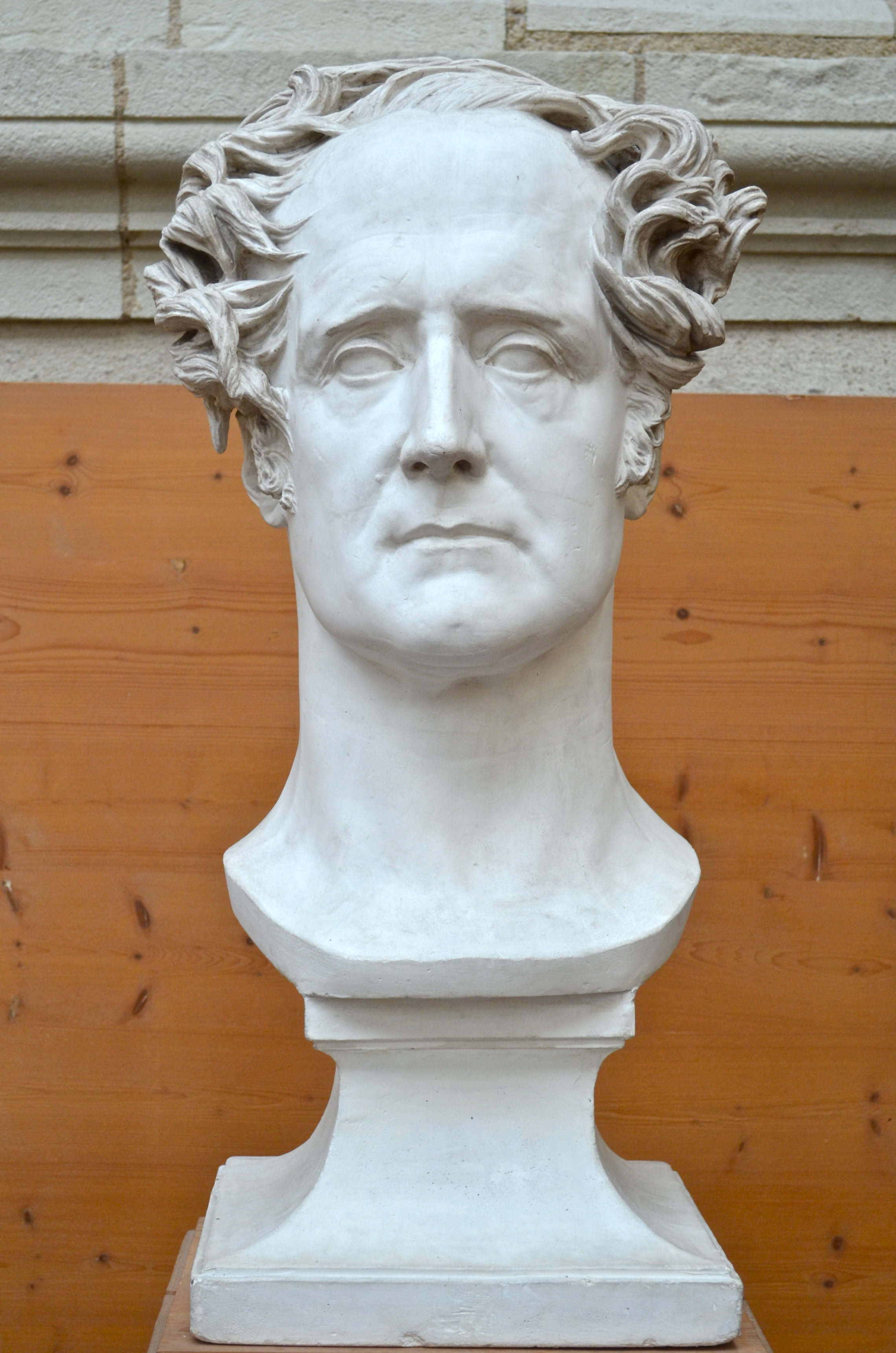
Франсуа-Рене де Шатобриан. 1829. Мрамор. Музей Давида д'Анже, Анже
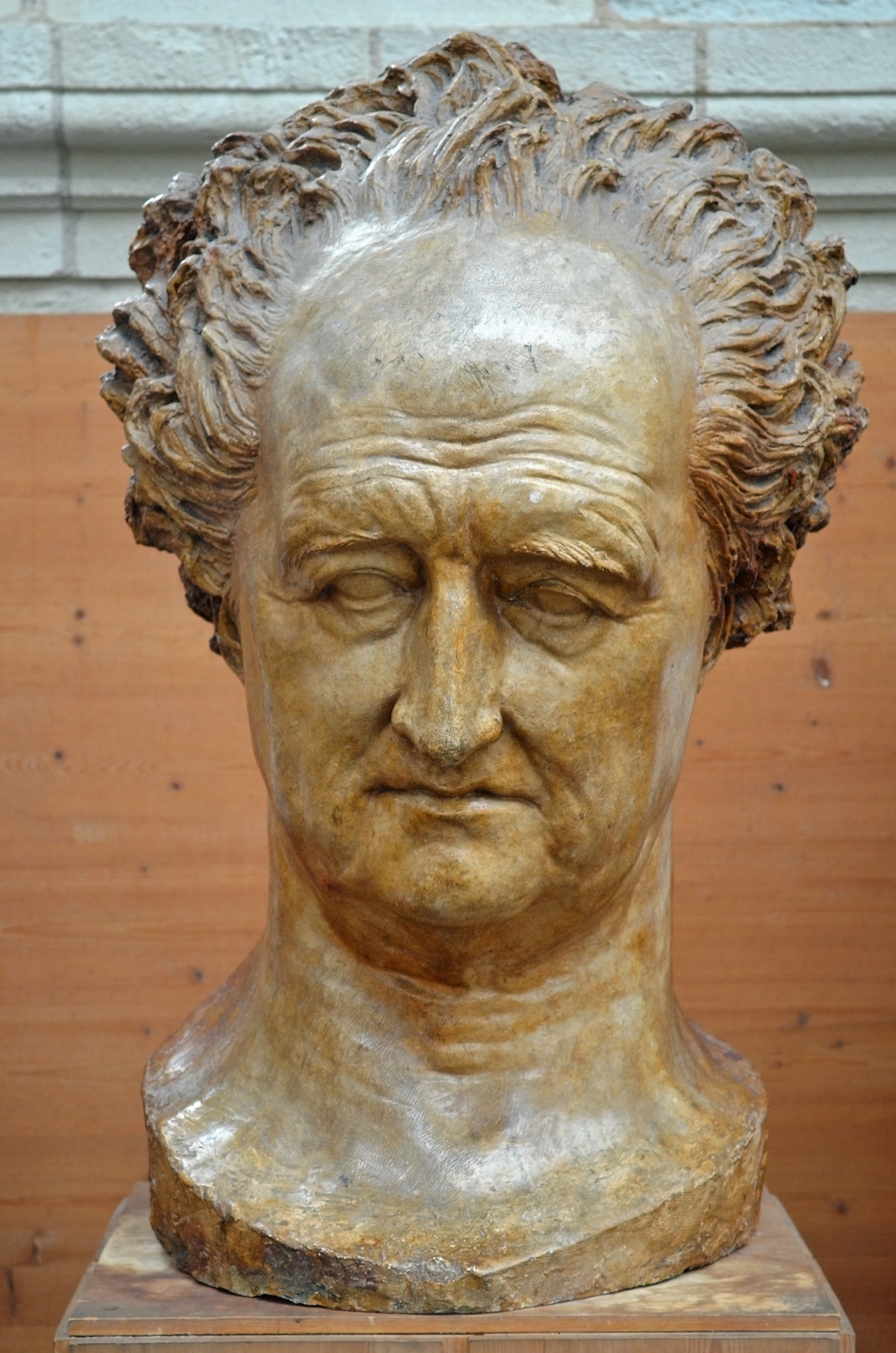
Иоганн Вольфганг фон Гёте. 1829. Мрамор. Музей Давида д'Анже, Анже
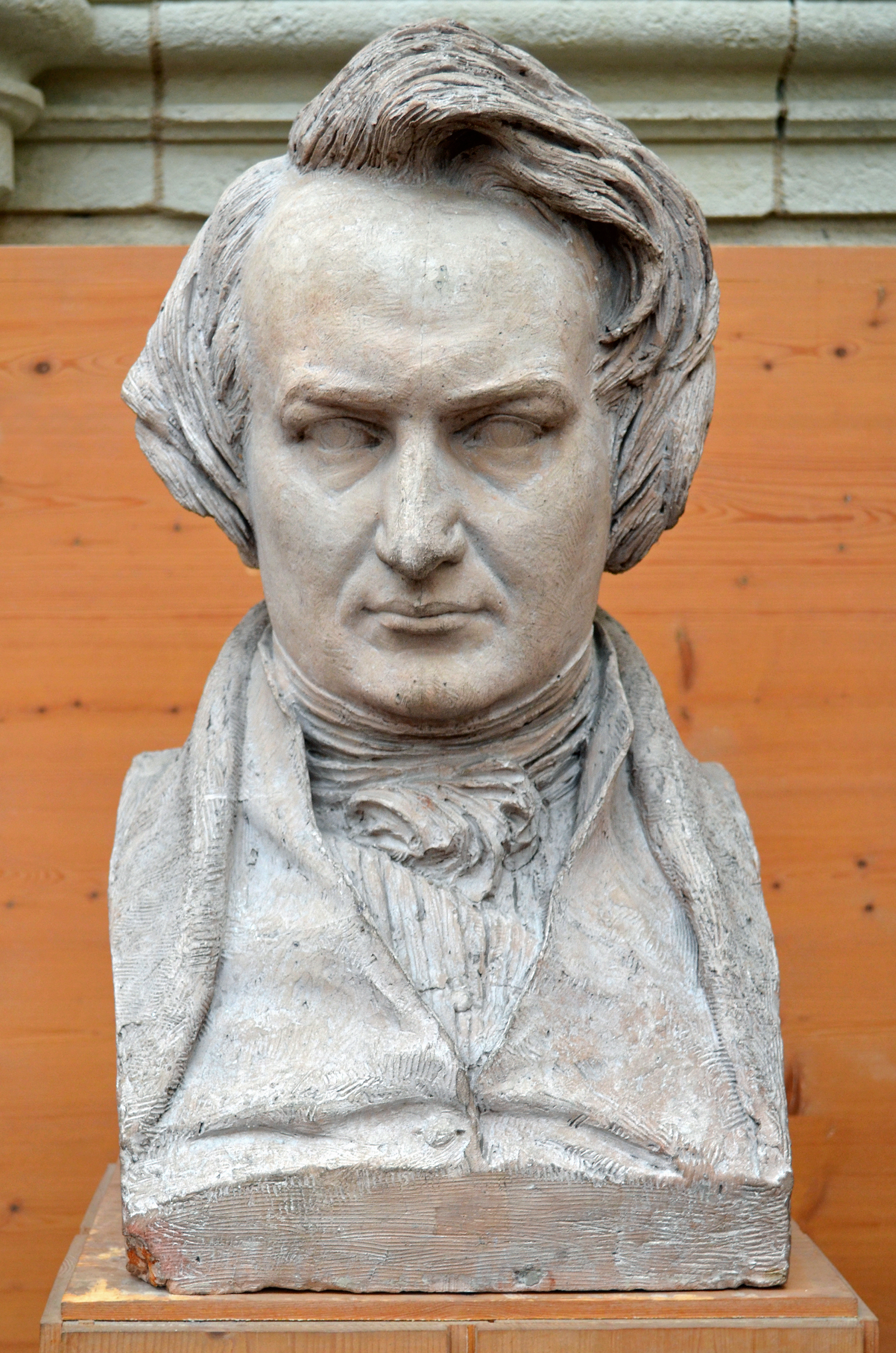
Виктор Гюго. 1837. Мрамор. Музей Давида д'Анже, Анже
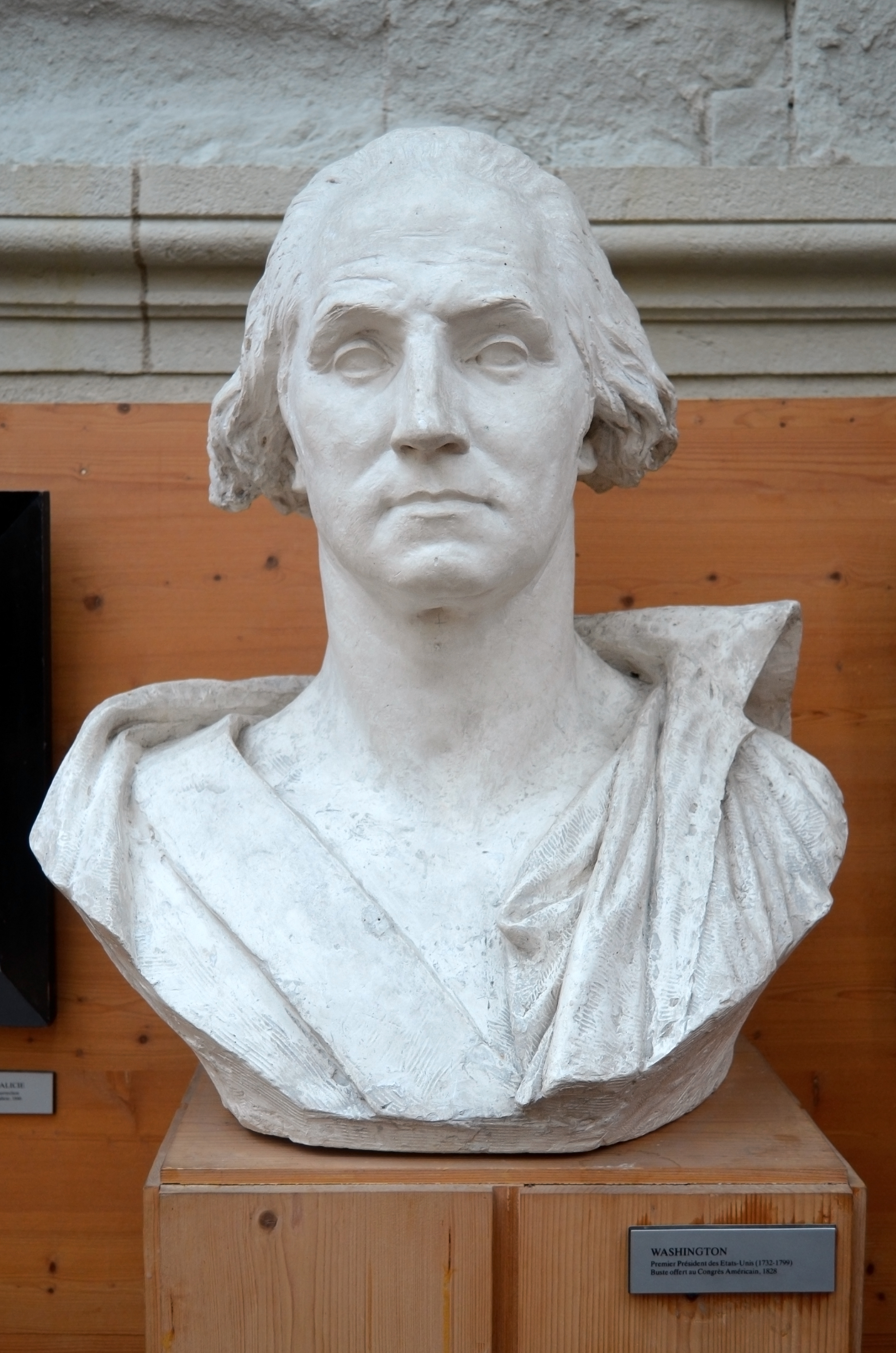
Джордж Вашингтон. 1828. Мрамор. Музей Давида д'Анже, Анже